# Užas iz rijeke
Užas iz rijeke (engl. Rogue) je australski horor-film iz 2007. godine. Glavne uloge tumače Michael Vartan, Radha Mitchell, Sam Worthington, John Jaratt i Mia Wasikowska. Film je sniman u Nacionalnom parku Kakadu. Film je na svjetskom tržištu zaradio oko 4,6 milijuna dolara.

## Radnja
Pete McKell (Michael Vartan) je američki pisac, koji se pridružuje grupi turista te se sprema poći na razgledavanje rijeke u jednom australskom nacionalnom parku. Otišao je na izlet prvenstveno zato što želi napisati članak o iznenadnom procvatu turizma u sjevernom djelu Australije. Vodič puta u nacionalnom parku im je prelijepa zaposlenica parka, Kate (Radha Mitchell), koja smatra da je Pete razmaženi gradski dečko, koji nema pojma o prirodi. Pošto im izlet postane pomalo dosadan Kate odluči otići u neistražen teritorij na rijeci. Tada se skupina turista skupa sa svojom predvodnicom nađe u velikoj opasnosti. 

## Vanjske poveznice
- Užas iz rijeke u internetskoj bazi filmova IMDb-a